# ون (فیلم ۱۹۷۷)
ون (به انگلیسی: The Van) فیلمی محصول سال ۱۹۷۷ و به کارگردانی سم گروسمن است. در این فیلم بازیگرانی همچون استوارت گتز، دبورا وایت، دنی دویتو، هری مؤسس، مارسی بارکین، بیل آدلر، استیفن اولیور و کانی لیزا ماری ایفای نقش کرده‌اند.